# Nilobezzia schwarzii
Nilobezzia schwarzii är en tvåvingeart som först beskrevs av Daniel William Coquillett 1901.  Nilobezzia schwarzii ingår i släktet Nilobezzia och familjen svidknott. Inga underarter finns listade i Catalogue of Life.